# Олійников Максим Романович
Максим Романович  Олійников — лейтенант Збройних сил України, учасник російсько-української війни, що відзначився під час російського вторгнення в Україну в 2022 році.
Командир взводу 43-ї окремої артилерійської бригади імені гетьмана Тараса Трясила (43 ОАБр, в/ч А3085, пп В2050).

## Нагороди
- орден «Богдана Хмельницького» III ступеня (2022) — за особисту мужність і самовіддані дії, виявлені у захисті державного суверенітету та територіальної цілісності України, вірність військовій присязі[2].